# CI. Armeekorps
CI. Armeekorps var en tysk armékår under andra världskriget. Kåren sattes upp den 9 februari 1945.

## Befälhavare
Kårens befälhavare:
- General der Artillerie Wilhelm Berlin  9 februari 1945–18 april 1945
- Generalleutnant Friedrich Sixt  18 april 1945–7 maj 1945